# Schmidt-Bleibtreu-Straße 32 (Mönchengladbach)

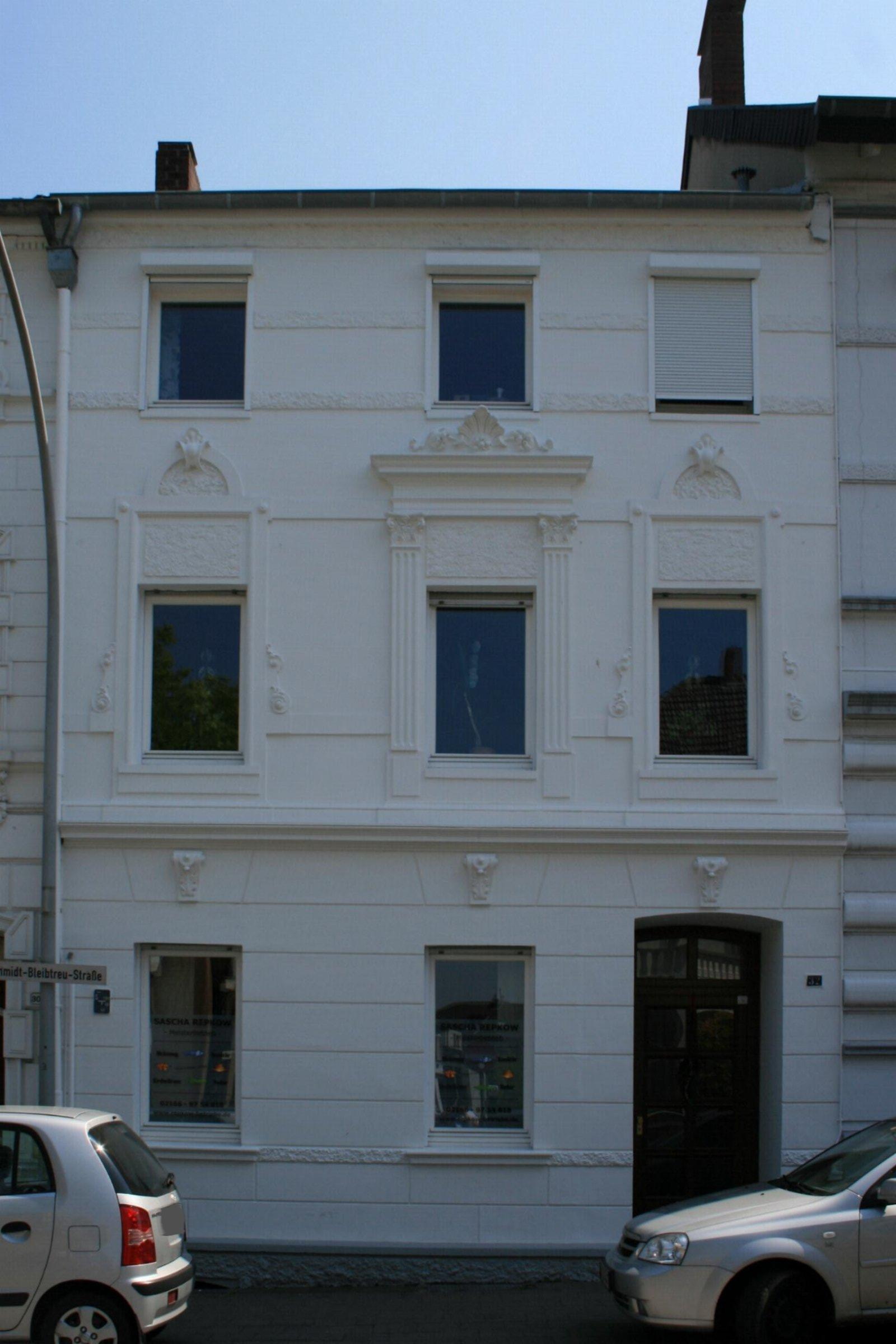
Wohnhaus

Das Wohnhaus Schmidt-Bleibtreu-Straße 32 steht im Stadtteil Odenkirchen in Mönchengladbach (Nordrhein-Westfalen).
Das Gebäude wurde um die Jahrhundertwende erbaut. Es ist unter Nr. S 019 am 15. Dezember 1987 in die Denkmalliste der Stadt Mönchengladbach eingetragen worden.

## Architektur
Die Schmidt-Bleibtreu-Straße liegt im Stadtteil Odenkirchen. Haus Nr. 32 liegt innerhalb einer geschlossenen Straßenrandbebauung, die heute noch ein weitgehend erhaltenes Gesicht gründerzeitlichen Bauens zeigt. Es handelt sich um ein dreigeschossiges Wohnhaus aus der Zeit der Jahrhundertwende mit einem Satteldach. Das Haus besitzt eine breitausgebildete linke Achse. Das Objekt ist aus aufgrund seines Standortes, als Typikum seiner Zeit sowie aus bauhistorischen wie stadtbildnerischen Gründen schützenswert.